# النرجسية في بيئة العمل
يشير مصطلح النرجسية في بيئة العمل (بالإنجليزية: Narcissism in the workplace)‏ إلى تأثير الموظفين والمديرين النرجسيين في بيئات العمل.

## مقابلات العمل
يؤدي النرجسيون عادة أداءً جيدًا في مقابلات العمل؛ ويتلقون تقييمات توظيف أكثر إيجابية من المقابلين مقارنة بالأشخاص الذين ليسوا نرجسيين. والسبب الرئيسي في ذلك هو قدرتهم على إحداث انطباعات إيجابية في اللقاء الأول، على الرغم من أن ذلك قد لا يترجم إلى أداء عمل أفضل بعد التوظيف.

## التأثير على العاملين في مكان العمل

### التأثير على الضغط والتغيب ودوران الموظفين
في الغالب، يكون هناك مستوى عالٍ من التوتر لدى الأشخاص الذين يعملون مع النرجسيين أو يتفاعلون معهم. وثمة مجموعة من الأسباب التي قد تؤدي إلى ذلك، إلا أن العلاقة بين النرجسية والعدوانية هي أحد الأسباب الهامة. إذ يُعتقد أن العدوانية تعتبر عاملاً متوسطاً للعلاقة بين النرجسية والسلوكيات المضرة بالعمل. وبحسب دراسة بيني وسبيكتور، وُجد أن النرجسية ترتبط بشكل إيجابي مع سلوكيات مضرة في مكان العمل، مثل العدوان بين الأشخاص، وتخريب عمل الآخرين، وإيجاد أعذار لإضاعة وقت وموارد الآخرين، ونشر الشائعات. وهذه الأعمال العدوانية يمكن أن تزيد من إجهاد الموظفين الآخرين، مما يؤدي بدوره إلى زيادة التغيب عن العمل ودوران الموظفين. ولم تجد الدراسة أي ارتباط بين الموظفين الذين يعملون تحت إشراف قائد نرجسي وغيابهم عن العمل. ومع ذلك، يظهر الموظفون الذين يعملون تحت إشراف قائد غير نرجسي انخفاضًا في معدلات الغياب عن العمل مع مرور الوقت.

### التنمر في بيئة العمل
ففي عام 2007، وجد الباحثون كاثرين ماتيس وبراين سبيتزبرغ في جامعة ولاية سان دييغو في الولايات المتحدة الأمريكية أن النرجسية ترتبط مع التنمر. ووجد أن النرجسيين يفضلون التكتيكات غير المباشرة للتنمر (مثل عدم الكشف عن المعلومات التي تؤثر على أداء الآخرين، وتجاهل الآخرين، ونشر الشائعات، وتذكير الآخرين باستمرار بأخطائهم، وأمر الآخرين بإنجاز عمل دون مستوى الكفاءة، ومراقبة عمل الآخرين بشكل مفرط) بدلاً من التكتيكات المباشرة (مثل التهديدات، والصراخ، والانتقادات المستمرة، أو الادعاءات الزائفة). هذا أمر واضح في بيئة العمل لأن النرجسيين من المرجح أن يكونوا أكثر تقلبًا عاطفيًا وعدوانية من الموظفين الآخرين، ممّا قد يشكل خطرًا على جميع الموظفين.
كشف البحث أيضًا أن النرجسيين لديهم دوافع عالية للتنمر، وأنهم إلى حد ما يشعرون بالرضا بعد وقوع حادث التنمر. "على الرغم من أن العديد من النرجسيين قد يتجنبون العمل، إلا أنهم قد يتطلعون لسرقة عمل الآخرين. وفقًا لسمات ثالوث الظلام الأخرى، فإن العديد من النرجسيين يتلاعبون بالآخرين وببيئتهم للحصول على إنجازات الشركة التي لا علاقة لهم بها أو لم يشاركوا فيها، والمطالبة بالمسؤولية عنها." أجريت دراسة في عام 2017 تناولت الصفات المظلمة للأشخاص الذين يتولون مناصب قيادية وتأثير ذلك على اكتئاب الموظفين. وأظهرت البحوث أن الصحة العقلية والاستقرار النفسي للموظفين يتأثران بشكل سلبي بالتنمر (بعض سلوكيات النرجسية) في مكان العمل.

## تفضيلات التصميم التنظيمي
يحب النرجسيون المنظمات الهرمية لأنهم يعتقدون أنهم سيتسلقون المراتب العليا ويحققون المكانة والسلطة. ويشعرون باهتمام خاص بالحصول على مناصب القيادة وقد يكونون أفضل في الحصول عليها. النرجسيون غير مهتمين بالتنظيمات الهرمية التي لا توفر الكثير من الفرص للتقدم إلى الأعلى. يهتم النرجسي النموذجي بالحصول على الثناء وكيف يُنظر إليه أكثر من فعل ما يفيد جميع "أصحاب المصلحة". قد تمنح بعض السمات النرجسية فوائد، لكن النتائج السلبية والإيجابية للقيادة النرجسية لم تُفهم على وجه العموم. فيما يتعلق بالوظائف التي تتطلب التقييم الذاتي الحكيم والاعتماد الشديد على الفرق و/أو استخدام التغذية الراجعة الشاملة 360، قد يكون النرجسيون ضارين بشكل خاص أو غير مناسبين لها في الوظائف التي تتطلب هذه المهارات. وقد يتسبب النرجسيون في تلف داخلي للمنظمات.

### نرجسية الشركة
وفقًا لآلان داونز، تحدث نرجسية الشركة عندما يصبح النرجسي رئيساً تنفيذياً (أو دور قيادي آخر) في فريق الإدارة العليا ويجمع مزيجًا كافيًا من الأشخاص المتعلقين بالغير حوله لدعم السلوك النرجسي. يدعي النرجسيون ولاء الشركة ولكنهم ملتزمون حقًا بأجنداتهم الخاصة؛ وبالتالي، تستند قرارات المنظمة على مصالح النرجسي بدلاً من مصالح المنظمة بأكملها أو المساهمين المختلفين أو المجتمع الذي تعمل فيه المنظمة. وبالتالي، يمكن لنوع معين من القادة الكاريزميين أن يدير شركة ناجحة ماليًا على مبادئ غير صحية تمامًا (على الأقل لفترة معينة).
اقترح المحلل النفسي نيفيل سيمينجتون أن أحد الطرق للتمييز بين المنظمة الجيدة والمنظمة السيئة هو قدرتها على استبعاد الشخصيات النرجسية من المناصب الرئيسية.

## الإمداد النرجسي
سيكون لدى المدير النرجسي مصدران رئيسيان للإمداد النرجسي: أشياء غير حية (رموز المكانة الاجتماعية مثل السيارات والأدوات ومناظر المكتب)، وغير الحية (المديح والاهتمام من الزملاء والمرؤوسين). ويمكن لزملاء العمل أن يجدوا أن عروض الدعم الاجتماعي اليومية تحولهم بسرعة إلى مصادر دائمة للإمداد النرجسي، ما لم يكونوا حذرين جدًا في الحفاظ على حدود سليمة. إن حاجة المدير النرجسي لحماية شبكات الإمداد هذه ستمنع من اتخاذ القرار الموضوعي. سيقوم مثل هذا المدير بتقييم الاستراتيجيات طويلة الأجل وفقًا لإمكانية اكتساب الاهتمام الشخصي بدلاً من إفادة المنظمة.

## النرجسيون المنتجون
ميز كرومبتون ما يسميه النرجسيين المنتجين من النرجسيين غير المنتجين. اعترف مايكل ماكوبي أن النرجسيين الإنتاجيين لا يزالون يميلون إلى أن يكونوا حساسين للغاية للانتقادات، والمنافسة المبالغ فيها، والعزلة، والتعالي، ولكنه يعتبر أن ما يجذبهم هو أن لديهم شعور بالحرية لفعل ما يريدون بدلاً من الشعور بالقيود المستمرة التي تفرضها الظروف، وأنهم من خلال جاذبيتهم الشخصية يمكنهم جذب الناس إلى رؤيتهم وخلق مجموعة من التلاميذ الذين سيسعون خلف الحلم بكل ما لديهم. وتشير الدراسات إلى أن النرجسيين يميلون إلى أن يكونوا أكثر نشاطًا في عملهم في محاولة لتحقيق مكانة أعلى مرموقة.
هناك من شكك في هذا المفهوم، حيث يعتبرون أن الانهيار الكبير الذي حدث في وول ستريت والنظام المالي في عام 2009 يجب أن يجعلنا نتوقف ونفكر فيما إذا كان الانهيار ناتجًا عن قادة الأعمال الذين وضعوا أساليب نرجسية، حتى لو كانت إنتاجية في مظهرها؟ بالتأكيد يمكن للمرء أن يستنتج أنه في أفضل الأحوال يمكن أن يكون هناك خيط رفيع بين النرجسيين الذين يؤدون أداءً سيئًا في مكان العمل بسبب سماتهم، وأولئك الذين يحققون نجاحًا فادحًا بسببهم.

## مقالات ذات صلة
- التحكم والقوة في العلاقات التعسفية
- مهووس بالسيطرة
- ثقافة الخوف
- إشاعة الخوف
- إدارة تفصيلية
- قيادة نرجسية
- علم النفس الصحي المهني
- إعداد الفشل
- السيكوباتية في بيئة العمل
- القائد السام